# Буденець
Бу́денець — село в Україні, у Чудейській сільській громаді Чернівецького району Чернівецької області.

## Географія
Через село тече річка Перелиска, ліва притока Малого Серету. В селі розташовані гідрологічні пам'ятки природи: Мінеральна вода Буковинська-1 і Мінеральна вода Буковинська-2, а також Буденецький парк.

## Історія
Вперше село було згадано у молдавському літописі в 1435 році. За австрійських часів Буденець був володінням родини польських феодалів Волчинських. За переписом 1900 року в селі «Будинці» було 240 будинків, проживав 1071 мешканець (30 українців, 954 румуни, 85 німців та 2 особи інших національностей). А фільварок охоплював 1380 га, було 16 будинків і проживав 71 мешканець (27 українців, 42 румуни, 2 німці).

## Населення

### Мова
Розподіл населення за рідною мовою за даними перепису 2001 року:
| Мова            | Кількість | Відсоток |
| --------------- | --------- | -------- |
| румунська       | 1269      | 95.77%   |
| українська      | 40        | 3.02%    |
| російська       | 15        | 1.13%    |
| інші/не вказали | 1         | 0.08%    |
| Усього          | 1325      | 100%     |

## Визначні постаті
- Народився майбутній відомий теолог, ректор Чернівецького університету (1878—1879) Василь Митрофанович.
- Народилась олімпійська чемпіонка зі стрибків у довжину 1968 р. Віоріка Віскополяну[4].

## Пам'ятки

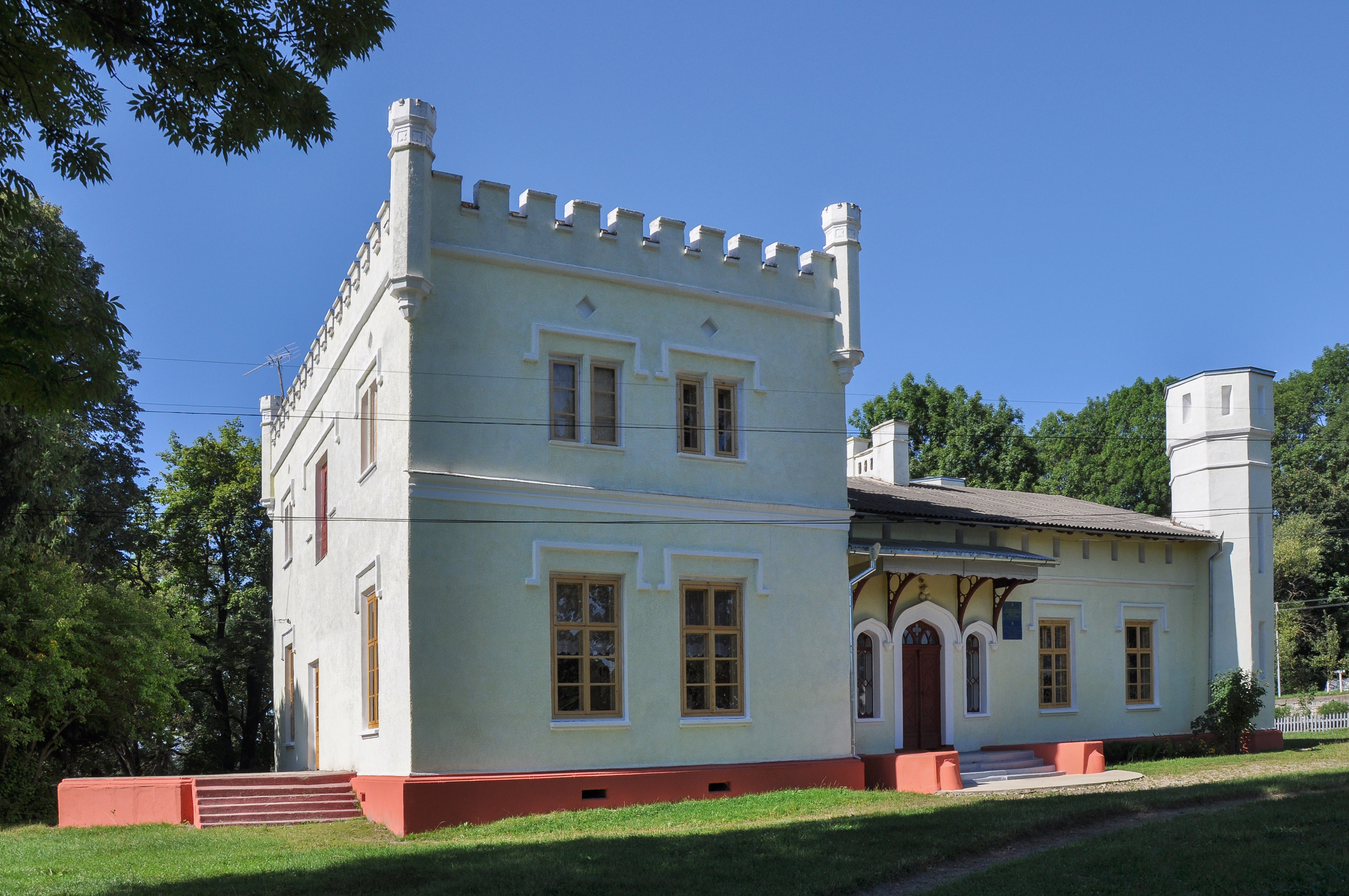
Палац Мікулі-Волчинських

- Палац Мікулі-Волчинських (XIX ст.)
- Церква св. арх. Михаїла та Гавриїла (1799—1803)[5]